# Casa văduvei care plânge
Casa văduvei care plânge (în ucraineană Дім невтішної вдови/Дім вдови, що плаче) este o clădire din centrul orașului Kiev, Strada Luterană⁠(en)[traduceți] (Ljuteranska wulyzja), în apropiere de Administrația Prezidențială a Ucrainei și de Casa cu Himere. Construită în 1907 de arhitectul Eduard Bradtman în jugendstil, casa este din 2007 reședință oficială a Președintelui Ucrainei; ea este folosită ocazional pentru oganizarea de recepții oficiale și diplomatice.
Acest monument arhitectonic de importanță locală își trage numele de la un mascaron în forma unei fețe de femeie din mijlocul fațadei, care pe vreme ploioasă pare să plângă.